# Nse Ikpe Etim
Nse Ikpe Etim, née le 21 octobre 1974 dans l'État d'Akwa Ibom au Nigeria, est une actrice du cinéma Nollywood.

## Biographie
Etim commence à jouer sur scène à l'université à 18 ans. Sa première apparition à la télévision a lieu dans le soap familial Inheritance. Elle devient connue en participant au film Reloaded d'Emem Isong en 2008 . Elle est nommée aux 5es Africa Movie Academy Awards(2009) pour son rôle dans Reloaded. Cette nomination fait décoller sa carrière. Elle est de nouveau nommée aux 8es Africa Movie Academy Awards (2012), pour son rôle dans Mr. and Mrs. (en), dans la catégorie des meilleures actrices. Et en  2014, elle emporte le prix de la meilleure actrice dans un drame, aux Africa Magic Viewers Choice Awards (en), pour son rôle de Nse, dans le film Journey to Self (en).

## Vie personnelle
Etim, l'aînée d'une fratrie de six enfants, révèle lors d'une interview avec Toolz qu'elle a eu pour parrains et marraines des personnes d'origine caucasienne. Le 14 février 2013; lors d'une cérémonie à la mairie de Lagos, Etim s'est mariée avec son ami d'enfance Clifford Sule. Quelques mois après leur union civile, ils célèbrent une cérémonie de mariage traditionnel dans sa ville natale de l'État d'Akwa Ibom, puis dans l'État de Lagos. Elle réside actuellement à Londres avec son mari. Ce dernier est maître de conférences à l'Université de Middlesex. Il voyage régulièrement au Nigeria pour des projets cinématographiques.

## Filmographie
La filmographie de Nse Ikpe Etim, comprend les films suivants :
| Année | Film                                 | Rôle                     | Notes | - |  | Venom of Justice 2 |  |  |
| 2008  | Reloaded (en)                        |                          | avec Ramsey Nouah, Desmond Elliot Rita Dominic & Stephanie Okereke                                                                                   |   |  |                    |  |  |
| 2010  | Bursting Out (en)                    |                          | avec Genevieve Nnaji, Susan Peters et Majid Michel                                                                                                   |   |  |                    |  |  |
| 2010  | Inale (en)                           | Ori                      | avec Caroline Chikezie, Hakeem Kae-Kazim & Ini Edo                                                                                                   |   |  |                    |  |  |
| 2011  | Guilty Pleasures (en)                |                          | avec Ramsey Nouah, Majid Michel, Stephanie Okereke & Desmond Elliot                                                                                  |   |  |                    |  |  |
| 2011  | Memories of My Heart                 |                          | avec Ramsey Nouah, Ini Edo, Uche Jombo & Monalisa Chinda                                                                                             |   |  |                    |  |  |
| 2011  | Kiss and Tell                        | Tena                     | avec Joseph Benjamin (en), Desmond Elliot, Uche Jombo & Monalisa Chinda                                                                              |   |  |                    |  |  |
| 2011  | Spellbound                           | Mary                     | avec Joseph Benjamin (en), Desmond Elliot, Uche Jombo & Chioma Chukwuka                                                                              |   |  |                    |  |  |
| 2012  | Phone Swap (en)                      | Mary                     | avec Wale Ojo, Joke Silva & Lydia Forson |   |  |                    |  |  |
| 2012  | Mr. and Mrs. (en)                    | Susan Abbah              | avec Joseph Benjamin (en) et Barbara Soky |   |  |                    |  |  |
| 2012  | The Meeting (en)                     | Bolarinwa                | avec Rita Dominic, Femi Jacobs, Kate Henshaw, Jide Kosoko & Chinedu Ikedieze                                                                         |   |  |                    |  |  |
| 2012  | Journey to Self (en)                 | Nse                      | wavec Dakore Akande & Chris Attoh. |   |  |                    |  |  |
| 2012  | Black November                       | Lawyer                   | avec Mickey Rourke, Vivica Fox, Hakeem Kae-Kazim & Kim Basinger                                                                                      |   |  |                    |  |  |
| 2013  | Broken (en)                          | Mariam Idoko             | avec Kalu Ikeagwu & Bimbo Manuel. |   |  |                    |  |  |
| 2013  | Blue Flames                          |                          | avec Omoni Oboli & Kalu Ikeagwu |   |  |                    |  |  |
| 2013  | Hustlers                             |                          | avec Chelsea Eze & Clarion Chukwura |   |  |                    |  |  |
| 2014  | Devil in the Detail                  | Helen Ofori              | avec Adjetey Anang |   |  |                    |  |  |
| 2014  | The Green Eyed                       |                          | avec Kalu Ikeagwu et Tamara Eteimo |   |  |                    |  |  |
| 2014  | Tunnel (en)                          |                          | avec Femi Jacobs et Waje |   |  |                    |  |  |
| 2014  | In Between                           |                          | avec Pascal Amanfo |   |  |                    |  |  |
| 2015  | The Visit (en)                       | Ajiri Shagaya            | avec Blossom Chukwujekwu, Femi Jacobs, |   |  |                    |  |  |
| 2015  | Heaven's Hell (en)                   | Alice Henshaw            | avec Bimbo Akintola, OC Ukeje et Damilola Adegbite                                                                                                   |   |  |                    |  |  |
| 2015  | Fifty (en)                           | Kate                     | avec Ireti Doyle, Omoni Oboli et Dakore Akande |   |  |                    |  |  |
| 2016  | Stalker (en)                         | Kaylah                   | avec Jim Iyke, Caroline Danjuma, |   |  |                    |  |  |
| 2017  | American Driver                      | Nse Ikpe-Etim            | Avec Evan King, Jim Iyke, Anita Chris, Nse Ikpe Etim, Nadia Buari, Emma Nyra, Ayo Makun, Laura Heuston, McPc the Comedian, Michael Tula, Andie Raven |   |  |                    |  |  |
| 2020  | Quam's Money                         |                          | Avec Falz, Toni Tones, Jemima Osunde, Blossom Chukwujekwu                                                                                            |   |  |                    |  |  |
| 2021  | Fine Wine                            |                          | avec Richard Mofe-Damijo Belinda Effah and Zainab Balogun                                                                                            |   |  |                    |  |  |
| 2021  | King of Boys: The Return of the King | First Lady Jumoke Randle | Avec Sola Sobowale, Toni Tones, Reminisce and Illbliss                                                                                               |   |  |                    |  |  |
| 2022  | Glamour Girls (en)                   | Donna                    | avec Sharon Ooja, Toke Makinwa, Joselyn Dumas |   |  |                    |  |  |
| 2023  | A Tribe Called Judah                 | Collette                 | avec Funke Akindele, Timini Egbuson, Uzor Arukwe |   |  |                    |  |  |